# Trop (łowiectwo)

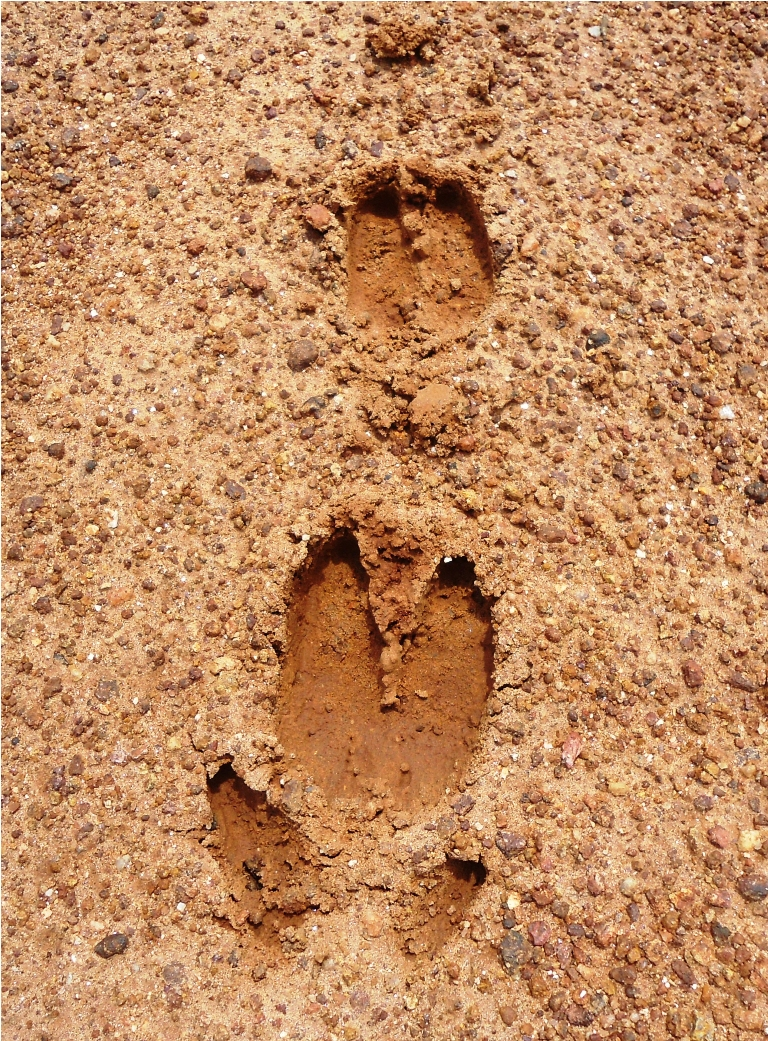
Trop jelenia

Trop – pozostawione na miękkim podłożu odciski łap, racic, szponów itp.
Mianem tropienia w łowiectwie określa ściganie zwierza, podążanie za jego tropem czy śledzenie. Najłatwiej tropić zwierzęta śnieżną zimą, ponieważ wszystkie odciski są doskonale widoczne.
Tropy często mylone są ze śladami – trop to odcisk kończyny, natomiast ślad to wszystko inne, co pozostawia po sobie zwierzę, zatem śladem będą oznaki żerowania, odchody, porzucone poroże, pióra, miejsca lęgowisk, gniazda itp.